# Interventionisme
Interventionisme er en ikke-defensiv (proaktiv) politik iværksat af en nation eller andre geopolitisk retsområder af større eller mindre karakter, for at manipulere økonomi og/eller samfund. De mest almindelige brug af begrebet er for økonomisk interventionisme (en stats intervention i dens egen økonomi), og udenlandsk interventionisme (en stats intervention i en anden nations anliggende som en del af deres udenrigspolitik).